# 东霍奇 (路易斯安那州)
东霍奇（英語：East Hodge），是美国路易斯安那州下属的一座村镇。根据2010年美国人口普查，该市有人口289人。建置上，属于“village”。